# Syndrome du dépérissement de l'étoile de mer

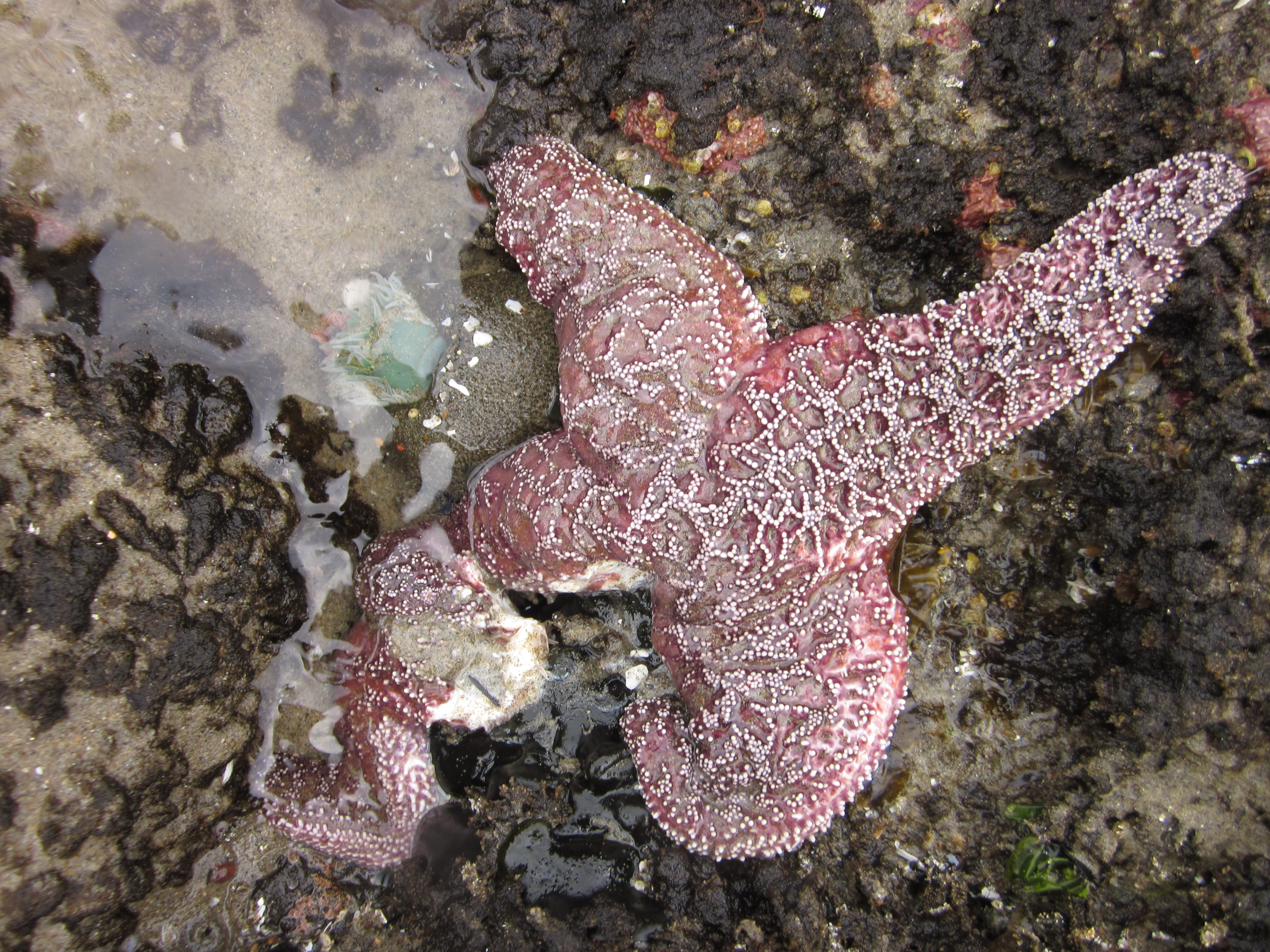
Cette étoile ocre (Pisaster ochraceus) a commencé à se décomposer. Elle mourra quelques jours plus tard.

Le syndrome du dépérissement de l'étoile de mer est une maladie dont les étoiles de mer souffrent sporadiquement et qui entraîne une mortalité élevée parmi les étoiles atteintes. Cette maladie est peu comprise. En novembre 2013, au moins dix espèces d'étoiles de mer en avaient été victimes depuis juin, du sud de la Californie au nord de l'Alaska,. En 2016, la dernière vague de cette épizootie est considérée comme la plus importante épizootie marine jamais observée.

## Symptômes
Le premier symptôme du syndrome du dépérissement de l'étoile de mer est l'apparition de lésions superficielles blanches qui s'étendent rapidement. Ensuite, l'étoile ramollit lorsque son système aquifère lâche et qu'elle n'est plus capable de maintenir son équilibre hydrostatique interne. La structure du corps commence à se défaire, des signes d'étirement apparaissent entre les bras, qui peuvent se tordre et tomber, et l'animal meurt. Les bras peuvent continuer de ramper un moment après s'être détachés. Cette dégénérescence se produit en quelques jours. Les étoiles souffrent de ce syndrome depuis des décennies, mais c'était auparavant en nombre réduit, de manière isolée au sud de la Californie et en même temps qu'une augmentation de la température de la mer, qui n'a pas eu lieu en 2013.

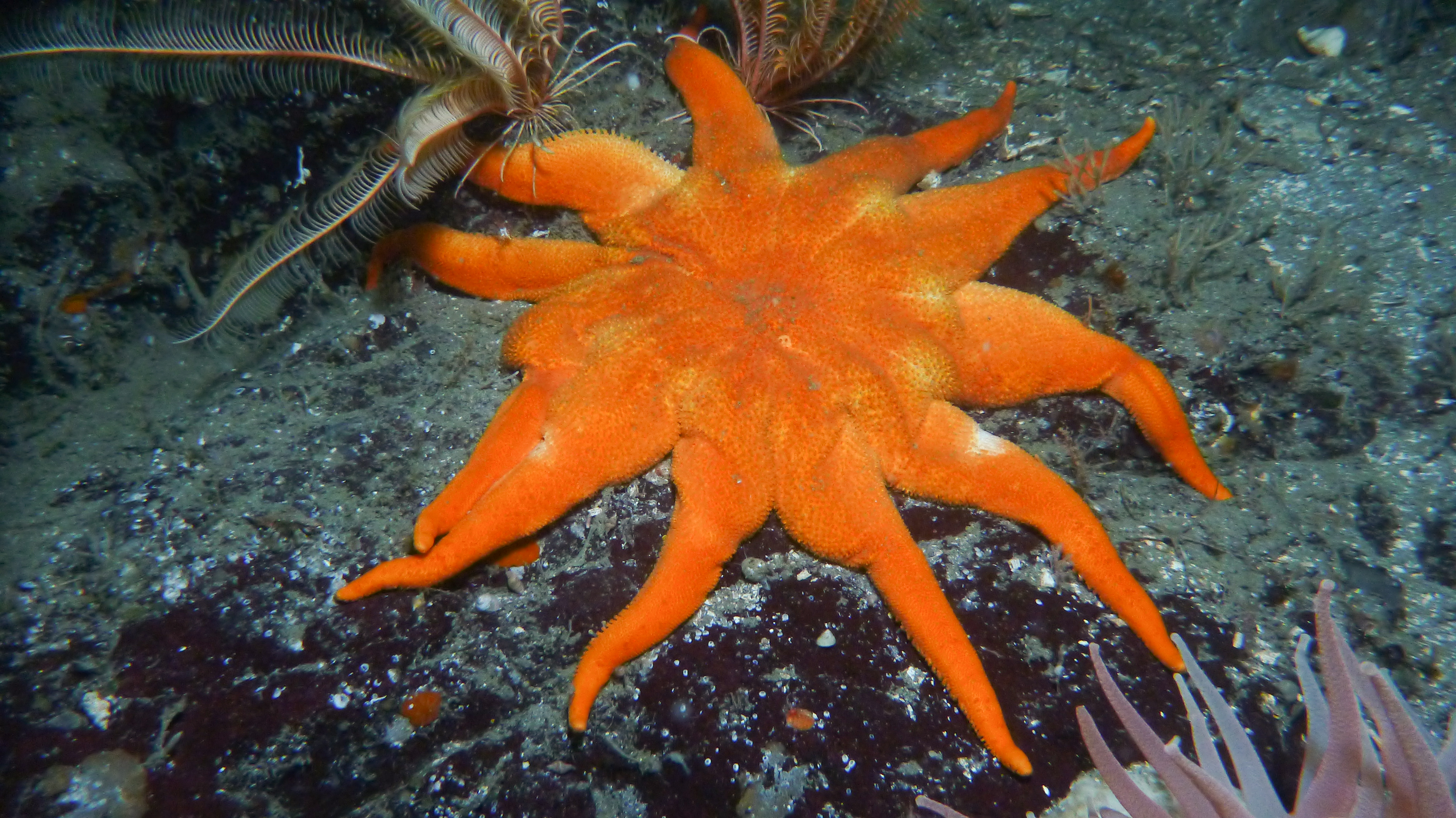
Cette Solaster dawsoni montre des signes de faiblesse.
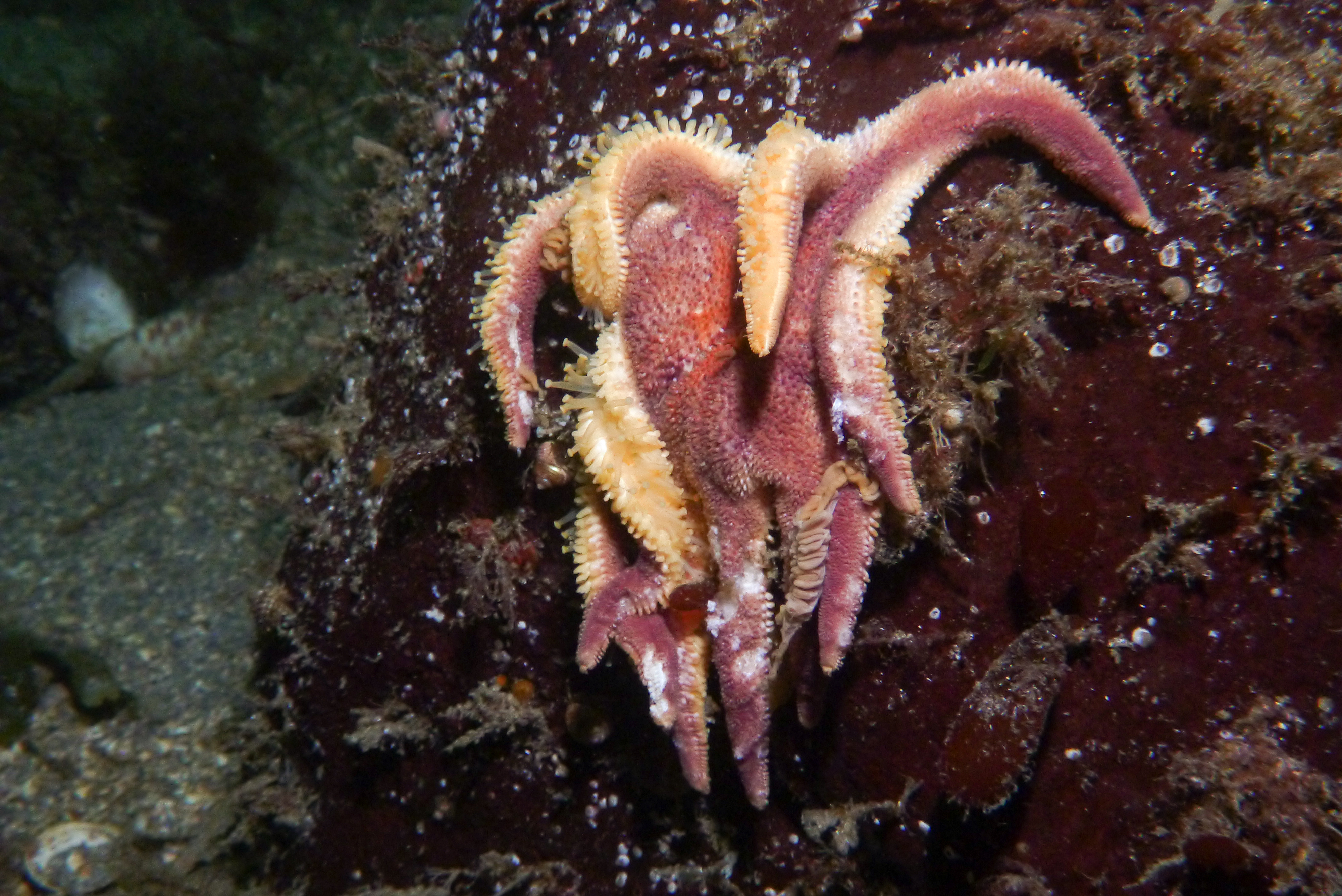
Cette autre Solaster dawsoni a commencé à se décomposer.
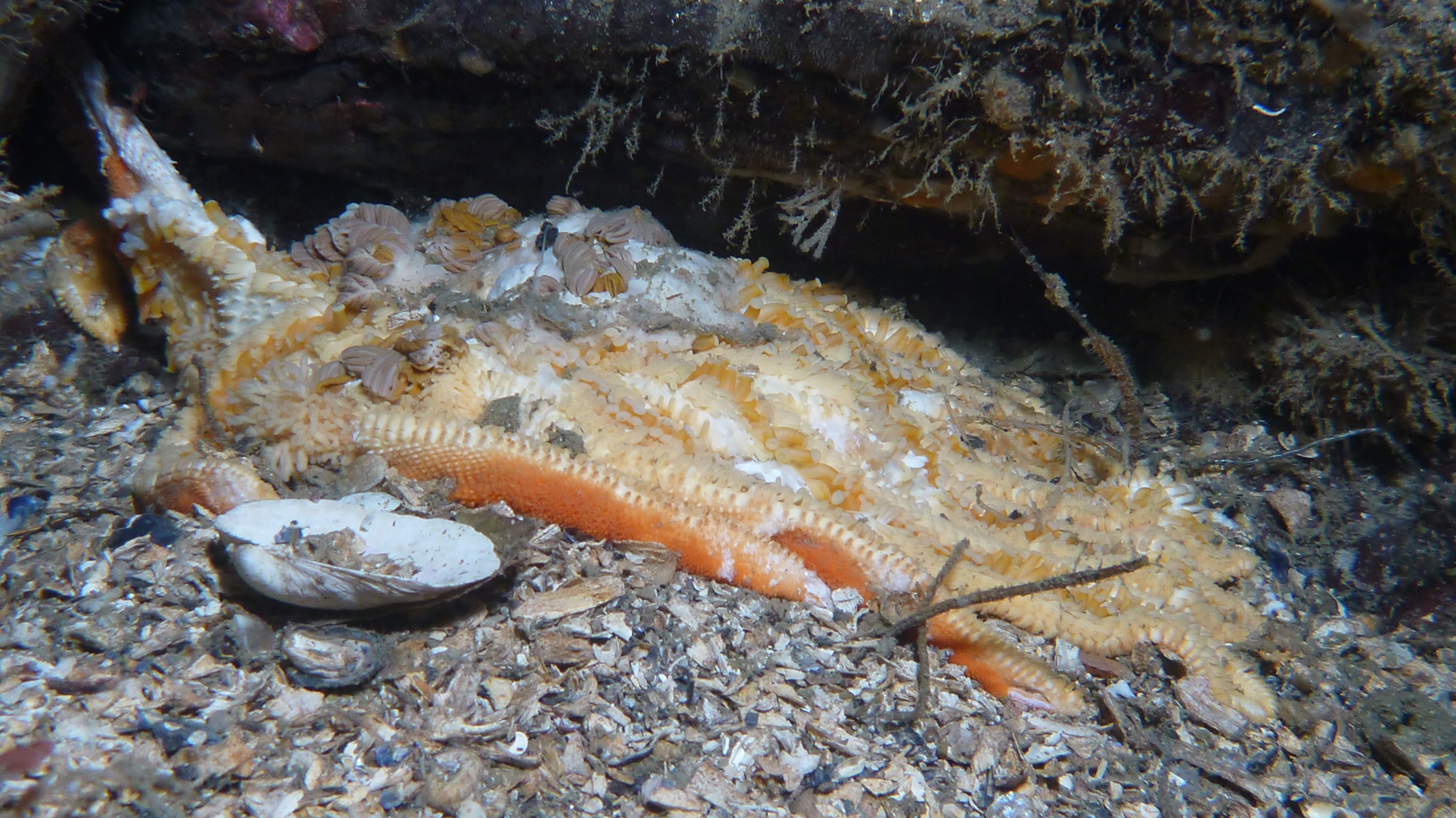
Cette autre Solaster dawsoni a atteint un stade de décomposition avancé.
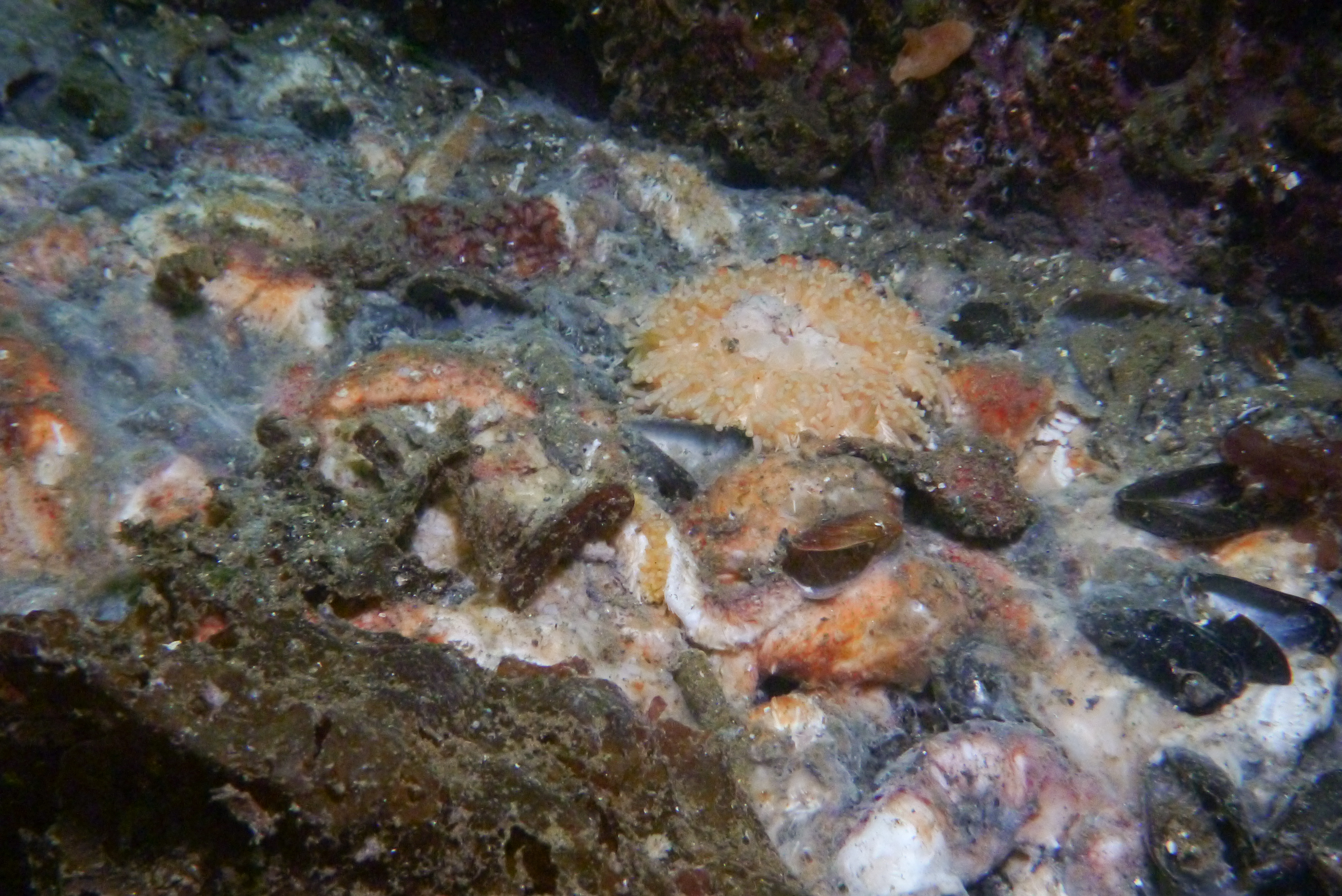
Il ne reste plus qu'une bouillie informe de cette Pycnopodia helianthoides.

## Périodicité

### Fléau de 1972
En 1972, il y eut une énorme mortalité parmi les étoiles de mer communes (Asterias rubens) au large de la côte est des États-Unis. Elles se ramollissaient, puis tombaient en morceaux.

### Fléau de 1978
En 1978, un grand nombre d'étoiles de mer prédatrices Heliaster kubiniji succombèrent à un syndrome de dépérissement dans le golfe de Californie. Les températures élevées de l'eau passèrent alors pour un facteur étiologique. L'espèce s'éteignit dans certaines parties du golfe, et certaines populations ne s'étaient pas encore rétablies en 2000. Comme cette étoile était un prédateur de niveau trophique supérieur, sa disparition faisait craindre de profonds effets sur l'écosystème, mais l'espèce prédatrice Morula ferruginosa se multiplia, contint la population des cirripèdes dont l'étoile de mer se nourrissait auparavant et tint l'écosystème en équilibre. Dans l'archipel des Channel Islands de Californie, dix espèces d'étoiles de mer furent atteintes, ainsi que trois espèces d'oursins, deux ophiures et un concombre de mer, qui virent tous leur population diminuer.

### Fléaux de 1983-1984 et de 1997-1998
Au cours de ces années, il y eut des disparitions massives d'étoiles de mer par suite de l'échauffement de l'océan lié à deux épisodes El Niño.

### Fléaux de 2013
En août 2013, les premiers signes de la maladie sont apparus dans l'État de Washington. En juillet, les populations d'étoiles de mer ont diminué rapidement sur la côte est des États-Unis entre le New Jersey et le Maine, alors qu'elles avaient fortement augmenté trois ans plus tôt. La cause de cette mortalité mystérieuse n'était pas claire. En août, c'est en Alaska que la maladie a été constatée.
Au début de septembre 2013, les étoiles de mer ont disparu rapidement devant la côte de la Colombie-Britannique. Le fond marin était jonché de bras détachés et de disques d'étoiles de mer tournesol (Pycnopodia helianthoides) en désintégration. Solaster dawsoni est une autre espèce qui a souffert d'une grande mortalité, mais la cause n'est pas claire. Si ces morts ont été causées par une infection ou des toxines, les deux espèces se sont peut-être nui l'une à l'autre, car leur régime alimentaire comprend l'étoile de mer. À la fin de l'année, la zone touchée allait de l'Alaska à la Basse-Californie, avec des taux de mortalité dépassant parfois 90 %. 
En octobre 2013, dans un réservoir d'eau de mer d'un laboratoire maritime de Californie contenant diverses espèces d'étoiles de mer, d'autres espèces ont commencé à présenter des symptômes semblables. L'étoile de mer ocre (Pisaster ochraceus) a été la première touchée. La plupart des individus de cette espèce ont présenté des symptômes, ont perdu des bras et sont morts en une semaine ou deux. Plus tard, l'étoile de mer Orthasterias koehleri (en) a attrapé la maladie et est morte, mais Asterina miniata et l'astérie écailleuse (Dermasterias imbricata), qui vivaient dans le même réservoir et qui s'étaient nourries des cadavres, n'ont montré aucun signe de maladie. Dans la Natural Bridges State Marine Reserve (en) de Californie, l'étoile de mer ochrée était très courante dans les moulières, mais en novembre 2013, elle en aurait complètement disparu.
Il semble que l'épizootie ait touché principalement des espèces de la famille des Asteriidae : Pycnopodia helianthoides, les espèces du genre Pisaster (notamment P. ochraceus), Evasterias troscheli (en) et Orthasterias koehleri (en), même si des espèces d'autres familles semblent aussi avoir souffert (dans les genres Dermasterias Patiria, Solaster). Les gros spécimens semblent aussi plus facilement touchés que les jeunes, toutes espèces confondues. 
En 2018, les populations d'étoiles commenceraient à montrer des signes de reprise, encore timides.

## Causes

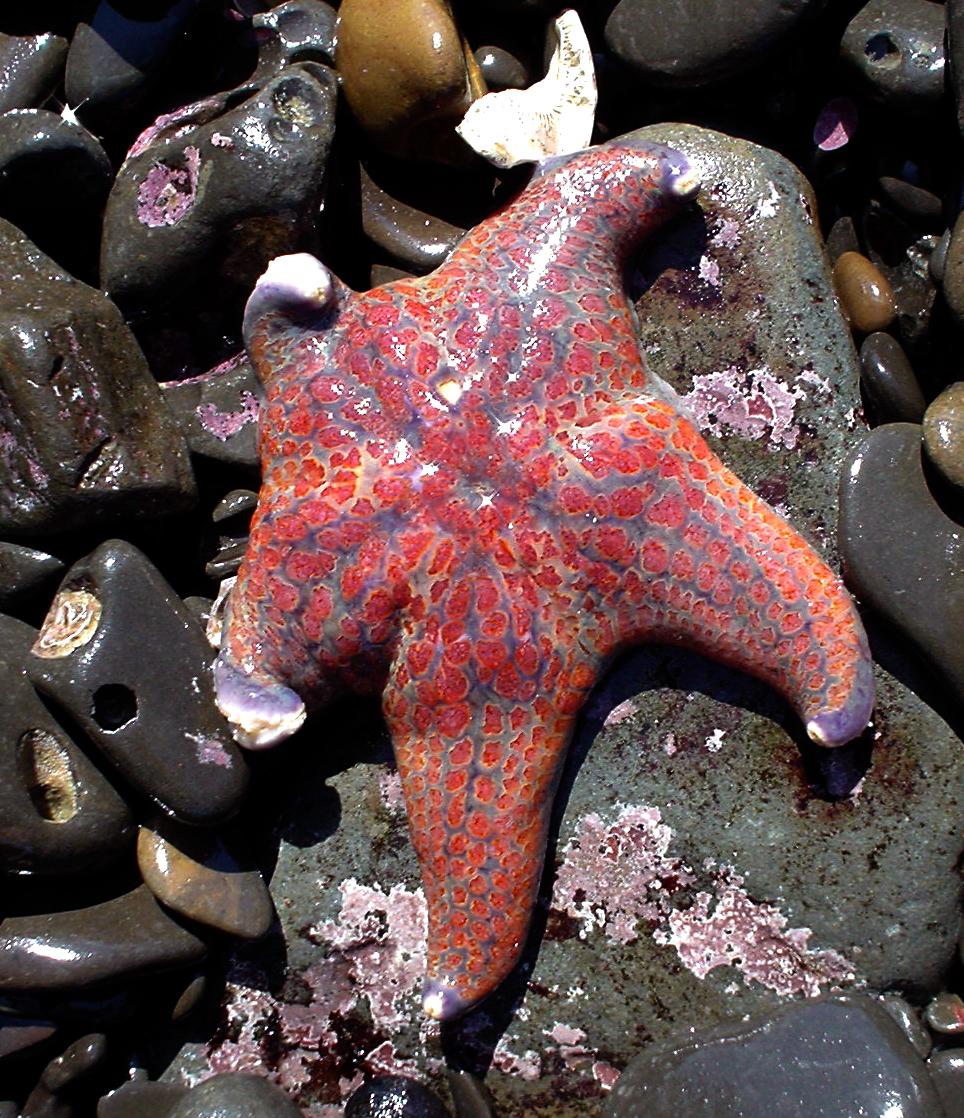
L'astérie écailleuse semble résister au syndrome.

La cause de la maladie n'était pas encore connue en novembre 2013, année où la température de l'océan a été dans la moyenne en l'absence d'épisode El Niño. Cependant, en 2014 le pic épidémique semble avoir corrélé avec des températures marines anormalement élevées. Il ne semblait pas y avoir de bactéries pathogènes, et bien que les fléaux aient peut-être été causés par un pathogène, aucun agent étiologique n'a été trouvé. Chaque épisode a peut-être eu une cause différente. Fin 2014, un agent pathogène a enfin été isolé par une équipe américaine : il s'agissait d'un densovirus encore inconnu. Cependant, le mécanisme d'action demeure mystérieux et l'implication du virus pourrait aussi n'être que secondaire, voire fortement remise en question par une étude de 2018, une infection simple par ce virus ne provoquant pas les symptômes associés en laboratoire. D'autres échinodermes (oursins, ophiures) semblent en être des porteurs sains : ils pourraient donc constituer des réservoirs viraux pour cette infection. Le mécanisme de déclenchement des épizooties n'est cependant pas encore bien compris.
Parmi les cofacteurs possibles, les scientifiques ont avancé les températures élevées de la mer, une raréfaction de l'oxygène et une faible salinité attribuable aux eaux de ruissellement, mais aucune de ces hypothèses ne semble suffisante à elle seule : il s'agit probablement d'une synergie de facteurs. Des recherches portent à croire que les températures élevées de l'eau influent bien sur la maladie en en augmentant l'incidence et la virulence. La maladie semble aussi plus répandue dans les eaux abritées qu'en mer libre agitée par les vagues. 
L'un des résultats du réchauffement climatique est probablement la hausse des températures de la mer, ce qui influe peut-être sur les populations d'étoiles de mer et des autres échinodermes, étant donné que Orchitophrya stellarum (en), protozoaire cilié parasite qui mange le sperme de l'étoile de mer et émascule ainsi le mâle, prospère lorsque la mer est plus chaude.
Sans que les mécanismes exacts soient encore parfaitement élucidés, de nombreuses études comme celles de Drew Harvell convergent vers une responsabilité importante du réchauffement climatique. Publiée en 2019, une nouvelle étude révèle que ce syndrome de dépérissement pourrait être causé par un virus, profitant du réchauffement des eaux pour frapper ces animaux.

## Effets sur l'écosystème
Les étoiles de mer, prédateurs carnivores très spécialisés de nombreux invertébrés benthiques, constituent une espèce clef de voûte : leur disparition entraîne ainsi des perturbations majeures dans les écosystèmes marins. En particulier, la raréfaction du « soleil de mer » (Pycnopodia helianthoides) a entraîné une pullulation des oursins, ses proies préférentielles. Ceux-ci ont surpâturé les forêts de kelp marin, supprimant la structure même de cet habitat marin complexe et fragile.
En 2020, Pycnopodia helianthoides est la première étoile de mer à intégrer la Liste rouge de l'UICN avec le statut d'espèce en danger critique d'extinction.

## Évocations
Ce syndrome est évoqué dans le livre Tout peut changer de la journaliste et essayiste altermondialiste Naomi Klein, ouvrage cherchant à dénoncer les méfaits de l'industrialisation libérale sur le climat.